# Julian McMahon
Pour les articles homonymes, voir McMahon.
Julian McMahon est un acteur et mannequin australien né le 27 juillet 1968 à Sydney (Nouvelle-Galles du Sud) et mort le 2 juillet 2025 à Clearwater (Floride).
Après des débuts et une brève carrière dans le mannequinat, il se fait remarquer en jouant dans les soap opéra Summer Bay (1990-1991) et Another World (1993).
Il connaît son premier succès significatif en incarnant le détective John Grant dans la série télévisée policière Profiler (1996-2000), puis, il se fait connaître mondialement par le rôle de Cole Turner dans la série télévisée fantastique à succès Charmed (2000-2005).
Il confirme cette percée sur le petit écran en incarnant le personnage de Christian Troy dans la série télévisée dramatique Nip/Tuck (2003-2010) créée par Ryan Murphy. Un rôle qui lui vaut quelques citations lors de cérémonies de remise de prix, notamment pour le Golden Globe du meilleur acteur dans une série télévisée dramatique.
Profitant de cette nouvelle notoriété, et après des rôles anecdotiques, il joue enfin dans des longs métrages exposés : en étant l'antagoniste principal, Docteur Fatalis, dans les blockbusters Les Quatre Fantastiques (2005) et Les Quatre Fantastiques et le Surfer d'argent (2007). Il seconde Sandra Bullock et Milla Jovovich dans les thrillers Prémonitions (2007) et Visages inconnus (2011), il joue dans les comédies Red (2010) et Sweet Seventies (2018), le film d'horreur Bait (2012) et les drames Paranoia (2013) et Le Second Souffle (2014).
Il effectue son retour à la télévision dans un rôle récurrent pour la série de science-fiction Runaways (2017-2018), puis en étant le héros de la série policière Most Wanted Criminals (2020-) série dérivée de FBI de Dick Wolf.

## Biographie

### Jeunesse et formation

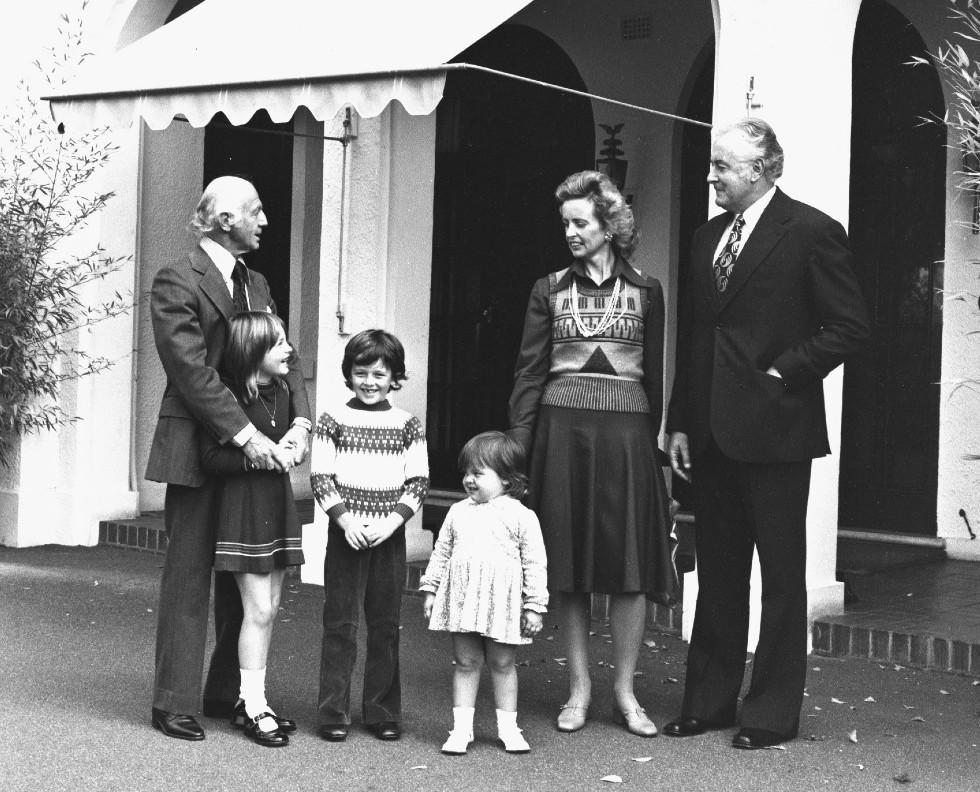
William et Sonia McMahon, avec leurs enfants Deborah, Julian et Melinda, rendent visite au Premier ministre Gough Whitlam au Lodge en 1975.

Julian Dana William McMahon, né le 27 juillet 1968 à Sydney, est le fils de William McMahon, Premier ministre d'Australie du 10 mars 1971 au 5 décembre 1972, et de sa femme Sonia (née Sonia Rachel Hopkins ; et plus tard appelée Lady McMahon). Ses parents sont morts tous les deux. Son père en mars 1988, et sa mère en avril 2010.
Il est le deuxième d'une fratrie de trois. Il a une sœur aînée, Melinda et une sœur cadette, Deborah.
Il est passionné par le droit qu'il étudie à l'université de Sydney mais assez vite, Julian est repéré par une agence de mannequinat qui décide de l'engager.

### Carrière
À 17 ans après avoir abandonné ses études de droit, Julian McMahon devient mannequin et se fait remarquer grâce à une publicité pour la marque de jeans Levis.
Il obtient l'un des rôles principaux dans le soap The Power, the Passion, équivalent australien de la série Dynastie et dans Summer Bay, qui fut également à l'origine des débuts d'acteurs de Guy Pearce, Heath Ledger ou Naomi Watts,.
Prenant goût à ce nouveau métier, McMahon monte sur les planches, se produisant aussi bien en Australie qu'au Royaume-Uni ou aux États-Unis. S'il apparaît dans des films de seconde zone tels que le teen movie Wet and Wild Summer! ou le thriller Magenta, c'est la télévision qui lui permet de percer dans le métier.
Il part ensuite s'installer à Los Angeles.
Il rejoint en 1992 l'équipe du soap américain Another World. Avec une brève participation dans la comédie Will et Grace, le network NBC l'engage pour endosser le rôle de l'inspecteur John Grant dans la série à succès Profiler. Il incarne un détective faisant appel à un profiler issu du FBI afin de résoudre plusieurs meurtres.
En dépit du départ de l'héroïne principale, Ally Walker, à l'issue de la troisième saison, McMahon reste quant à lui fidèle à son personnage et rempile jusqu’à la quatrième et dernière saison.

#### Consécration à la télévision et cinéma (années 2000)
En 2000, Aaron Spelling lui propose alors le rôle du démoniaque Cole Turner pour sa série télévisée fantastique Charmed. Le show raconte l'histoire de trois sœurs Piper Halliwell, Phoebe Halliwell et Prue Halliwell, qui deviennent sorcières en héritant des pouvoirs transmis par leurs aïeules. Cette série est reconnue pour son mélange des genres (du monde de l’imaginaire à l'horreur, de la comédie aux histoires de cœur).
Durant trois saisons l'acteur est un personnage majeur de Charmed. Il revient dans un épisode de la saison 7 sous la forme d'un fantôme. Ce rôle est alors considéré comme celui qui le révèle au grand public internationalement, et lui ouvre les portes du cinéma.
En 2003, il atteint le sommet de sa carrière en incarnant Christian Troy, un chirurgien plasticien cynique et arrogant dans Nip/Tuck, l'une des séries télévisées les plus osées et les plus irrévérencieuses de la décennie. La série suit les péripéties de Sean McNamara et Christian Troy, qui sont deux chirurgiens esthétiques. Amis de longue date, ils possèdent une clinique à Miami dans laquelle ils reçoivent des patients de tous horizons. Les deux hommes jonglent avec une vie personnelle et professionnelle mouvementée, remplie d'événements inattendus.
Couronné de succès, ce rôle lui vaut une proposition pour le Golden Globe du meilleur acteur dans une série télévisée dramatique ainsi que pour le Satellite Award de la même catégorie, et notamment, deux citations pour le Saturn Award du meilleur acteur de télévision.

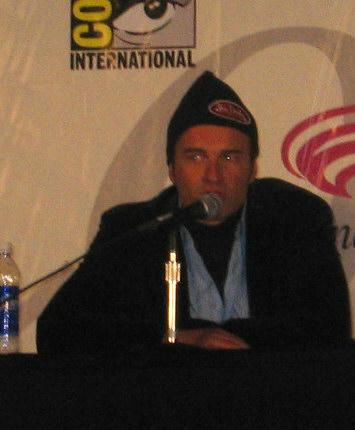
Julian McMahon au Comic-Con 2005.

Durant cette période, le comédien s'oriente vers le cinéma avec le rôle du méchant Docteur Fatalis (Doctor Doom en version originale) dans le blockbuster Les Quatre Fantastiques, rôle qu'il reprend deux ans plus tard pour Les Quatre Fantastiques et le Surfer d'argent aux côtés de Ioan Gruffudd, Jessica Alba, Chris Evans, Michael Chiklis et Kerry Washington.
Il est aussi le producteur exécutif de la comédie noire Meet Market avec Krista Allen, Elizabeth Berkley, Aisha Tyler et Missi Pyle, sortie en 2004.
En 2005, il est pressenti pour tenir le rôle de James Bond qui est attribué finalement à Daniel Craig.
En 2007, il joue le mari de Sandra Bullock dans Prémonitions, un thriller fantastique qui joue sur les espaces temporels.

#### Passage au second plan et retour progressif (années 2010)
En 2010, Julian McMahon est à l'affiche de Red avec Bruce Willis et Morgan Freeman. Cette même année, la série Nip/Tuck tire sa révérence à la suite d'une sixième saison victime d'une forte érosion des audiences.
En 2011, il joue avec Milla Jovovich dans Visages inconnus, un thriller du réalisateur français Julien Magnat qui passe inaperçu.
L'acteur va alors traverser une période difficile. Le film d'horreur Bait, commercialisé en 2012, ne rencontre pas le succès escompté. La même année, il fait face à l'échec du film d'action Fire with Fire : Vengeance par le feu porté pourtant par un casting composé de Bruce Willis, Rosario Dawson et Josh Duhamel.
En 2013, il est à l'affiche du thriller dramatique Paranoia aux côtés des valeurs montantes Liam Hemsworth et Amber Heard, ainsi que des vétérans Gary Oldman et Harrison Ford. Mais le film est laminé par la critique. La même année, il accepte donc un rôle dans la première saison de la série d'anthologie Full Circle aux côtés d'autre stars du petit écran comme Kate Walsh et David Boreanaz.
En 2014, il redonne la réplique à Josh Duhamel dans le drame Le Second Souffle porté par la double oscarisée Hilary Swank. L'année suivante, il prend part à l'une des trois parties de la mini-série de science-fiction, Childhood's End : Les Enfants d'Icare,.
En 2016, il poursuit dans le même registre, en étant l'un des premiers rôles de la série Hunters du réseau Syfy. La série suit un flic de Philadelphie essayant de retrouver son épouse disparue, ce qui le conduit à une organisation clandestine du gouvernement qui chasse une secte d'extraterrestre. Cependant, les audiences insuffisantes ainsi que les mauvaises critiques, conduisent la production à annuler la série au bout d'une saison de treize épisodes.
Dans le même temps, il est un personnage récurrent de la première saison de Dirk Gently, détective holistique, disponible à l'international sur Netflix.
En 2017, il connaît son regain. En effet, habitué aux rôles de méchants, l'acteur qui se dit fan de l'univers Marvel, accepte d'incarner Jonah dans la série de super-héros de la plateforme de streaming Hulu, Runaways. La série suit un groupe d'adolescents de Beverly Hills qui se découvre des supers-pouvoirs. Elle est rapidement renouvelée pour une seconde saison.
Dans le même temps, il tourne dans le remarqué film indépendant Sweet Seventies de l'australien Stephan Elliott, aux côtés de Guy Pearce, Kylie Minogue et Radha Mitchell.
En 2019, il devient le héros du spin-off de la série télévisée policière FBI de Dick Wolf. Intitulée Most Wanted Criminals (FBI: Most Wanted), elle met notamment en vedette McMahon, Keisha Castle-Hughes et Alana de la Garza mais aussi Kellan Lutz et Nathaniel Arcand. Ce pilote sera diffusé en tant que 18e épisode de la série le 2 avril 2019. Julian McMahon joue Jess LaCroix, un agent de haut niveau qui s'attaque aux cas extrêmes et qui supervise l'unité de recherche du FBI.
Le 24 janvier 2022, il annonce quitter la série après 3 saisons voulant se consacrer à d'autres projets professionnels, son dernier épisode est diffusé le 8 mars 2022 aux États-Unis, il est remplacé par Dylan McDermott.
En 2023, il retrouve sa partenaire Alyssa Milano de la série Chamed  à Paris lors de rencontres avec les fans organisée par Empire Convention durant deux jours.

### Mort
Julian McMahon meurt d'un cancer le 2 juillet 2025 dans la ville de Clearwater en Floride à l'âge de 56 ans. Il est incinéré.

### Vie privée
De 1994 à 1995, Julian McMahon a été marié à Dannii Minogue, puis de 1999 à 2001 avec Brooke Burns, avec laquelle il a une fille, Madison Elizabeth, née le 9 juin 2000. Il a également eu une relation avec sa partenaire de Charmed, Shannen Doherty, et avec Rebecca Gayheart.
En 2003, il rencontre Kelly Paniagua et ils décident de se fiancer en novembre 2013 lors d'un voyage à Melbourne, en Australie. En juin 2014, le couple se marie à Lake Tahoe aux États-Unis.

## Filmographie

### Cinéma
- 1992 : Wet and Wild Summer! de Maurice Murphy : Mick Dooley
- 1997 : Magenta de Gregory C. Haynes : Michael Walsh
- 1998 : In Quiet Night de Jenny Bowen : Hayes
- 2000 : Insomnies de Michael Walker : George
- 2004 : Meet Market de Charlie Loventhal : Hutch (également producteur exécutif)
- 2005 : Les Quatre Fantastiques de Tim Story : Victor von Doom / Docteur Fatalis
- 2007 : Prémonitions de Mennan Yapo : Jim Hanson
- 2007 : Prisoner de David Alford et Robert Archer Lynn : Derek Plato
- 2007 : Les Quatre Fantastiques et le Surfer d'argent de Tim Story : Victor von Doom / Docteur Fatalis
- 2010 : Red de Robert Schwentke : Robert Stanton
- 2011 : Visages inconnus de Julien Magnat : Sam Kerrest
- 2012 : Bait de Kimble Rendall : Doyle
- 2012 : Témoin gênant de David Barrett
- 2012 : Fire with Fire : Vengeance par le feu de David Barrett : Robert
- 2013 : Paranoia de Robert Luketic : Miles Meechum
- 2014 : Le Second Souffle de George C. Wolfe : Liam
- 2018 : Sweet Seventies de Stephan Elliott : Rick Jones
- 2018 : Monster Party de Chris von Hoffmann : Patrick Dawson
- 2024 : The Surfer de Lorcan Finnegan : Scally
- 2026 : Scream 7 de Kevin Williamson :

### Télévision

#### Séries télévisées
- 1989 : The Power, the Passion : Kane Edmonds
- 1990 - 1991 : Summer Bay : Ben Lucini (145 épisodes)
- 1992 : G.P. : Colin 'Clutch' Carmody (1 épisode)
- 1993 : Another World : Ian Rain (6 épisodes)
- 1996 - 2000 : Profiler : Détective John Grant (rôle principal - 82 épisodes)
- 1998 : Will et Grace : Guy (1 épisode)
- 2000 - 2005 : Charmed : Cole Turner / Balthazar (rôle principal, saisons 3 à 5, puis, invité saison 7 - 47 épisodes)
- 2003 - 2010 : Nip/Tuck : Dr. Christian Troy (rôle principal - 100 épisodes)
- 2008 : Robot Chicken : Docteur Fatalis (voix, 1 épisode)
- 2013 : Full Circle : Stanley Murphy (3 épisodes)
- 2015 : Childhood's End: Les enfants d'Icare : Rupert Boyce (1 épisode)
- 2016 : Hunters : McCarthy (6 épisodes)
- 2016 : Dirk Gently, détective holistique : Zackariah Webb (3 épisodes)
- 2017 - 2018 : Runaways : Jonah (rôle récurrent - 19 épisodes)
- 2019 - 2021: FBI : Jess LaCroix (3 épisodes)
- 2020 - 2022 : Most Wanted Criminals (FBI: Most Wanted) : Jess LaCroix (saison 1 à 3)
- 2021 : FBI: international : Jess LaCroix (2 épisodes)
- 2025 : La Résidence : le Premier ministre australien Stephen Roos

#### Téléfilms
- 2001 : Passion impossible de Jeffrey Reiner : David
- 2012 : Rogue de Brett Ratner : Kevin Lear.

### Jeux vidéo
- 2005 : Les Quatre Fantastiques : Docteur Fatalis (voix).

### En tant que producteur
- 2012 : Long Shot: The Kevin Laue Story de Franklin Martin (documentaire).

## Distinctions
Sauf indication contraire ou complémentaire, les informations mentionnées dans cette section proviennent de la base de données IMDb.

### Nominations
- Gold Derby Awards 2004 : meilleur acteur dans le rôle du Dr. Christian Troy dans une série télévisée dramatique pour Nip/Tuck
- Satellite Awards 2004 : Meilleur acteur dans une série télévisée dramatique dans le rôle du Dr. Christian Troy pour Nip/Tuck
- Golden Globes 2005 : Meilleur acteur dans une série télévisée dramatique dans le rôle du Dr. Christian Troy pour Nip/Tuck
- Saturn Awards 2005 Meilleur acteur de télévision dans le rôle du Dr. Christian Troy dans une série télévisée dramatique pour Nip/Tuck
- Saturn Awards 2006 Meilleur acteur de télévision dans le rôle du Dr. Christian Troy dans une série télévisée dramatique pour Nip/Tuck
- Teen Choice Awards 2007
  - Meilleur méchant dans un film d’aventure pour Les Quatre Fantastiques et le Surfer d'argent
  - Meilleure scène de bagarre dans un film d’aventure pour Les Quatre Fantastiques et le Surfer d'argent, partagé avec Chris Evans.
- Australian Film Institute Awards 2007 : meilleur acteur de télévision dans le rôle du Dr. Christian Troy dans une série télévisée dramatique pour Nip/Tuck

## Voix francophones
En France, Arnaud Arbessier est la voix régulière de Julian McMahon, dans la quasi-totalité de ses apparitions.

### En France
| - Arnaud Arbessier dans : - Profiler (série télévisée) - Charmed (série télévisée) - Passion impossible (téléfilm) - Nip/Tuck (série télévisée) - Les Quatre Fantastiques - Prémonitions - Les Quatre Fantastiques et le Surfer d'argent - Red - Visages inconnus - Bait - Childhood's End : Les Enfants d'Icare (mini-série) - FBI (série télévisée) - FBI: Most Wanted (série télévisée) - FBI: International (série télévisée) - The Surfer | - Erwin Grünspan (*1973 - 2021) dans Fire with Fire : Vengeance par le feu - Pierre Tessier dans Paranoia - Franck Dacquin dans Sweet Seventies - Benjamin Egner dans La Résidence (mini-série) |